# Forstérite
La forstérite est un minéral du groupe des silicates et du sous-groupe des nésosilicates. De composition Mg2SiO4, c'est le pôle pur magnésien de l'olivine (le pôle pur ferreux étant la fayalite Fe2SiO4). Les cristaux peuvent atteindre 17 cm de long.

## Inventeur et étymologie
La forstérite a été décrite par le minéralogiste français Armand Lévy en 1824, et dédiée à Adolarius Forster (en) (1739-1806), collectionneur prussien et oncle du célèbre marchand de minéraux John Heuland (en).

## Topotype
Monte Somma, complexe volcanique Somma-Vésuve, Naples, Campanie Italie.

## Cristallographie
- Paramètres de la maille conventionnelle : a = 4,756 Å, b = 10,195 Å, c = 5,981 Å, Z = 4 ; V = 290,00 Å3
- Densité calculée = 3,22 g/cm3

## Cristallochimie
- Trimorphe avec la ringwoodite et la wadsleyite.
- Elle forme une série continue avec la fayalite, ainsi qu'avec la téphroïte Mn2SiO4.
- Elle fait partie du groupe de l'olivine.

### Groupe de l’olivine
Les membres de ce groupe répondent à la formule XYSiO4 où X comme Y peut être Ca, Mg, Mn, Fe ou Ni.
- Fayalite Fe2SiO4
- Forstérite Mg2SiO4
- Glaucochroïte CaMnSiO4
- Kirschsteinite CaFeSiO4
- Laihunite FeIIFeIII2(SiO4)2
- Liebenbergite (Mg,Ni)2SiO4
- Monticellite CaMgSiO4
- Olivine (Mg,Fe)2SiO4
- Téphroïte Mn2SiO4

## Synonymie
- Boltonite (von Kobell 1838)[3]. Le nom fait référence au topotype Bolton, Comté de Worcester, Massachusetts, États-Unis.
- Péridot blanc (Scacchi)[4], ce terme s'est également appliqué à la monticellite.

## Variété
- Péridot

## Gîtologie
- Dans la croûte terrestre, les membres riches en Mg sont des constituants importants des roches ignées mafiques et ultramafiques ; ils se trouvent également dans les calcaires dolomitiques métamorphisés thermiquement. Les membres riches en Fe sont des phases mineures des roches ignées alcalines et des sédiments ferrifères métamorphisés.
- À teneurs élevées en magnésium la forstérite coexiste avec le périclase (MgO). En revanche, à teneurs élevées en SiO2 la forstérite se transforme en enstatite.

### Minéraux associés
- La forstérite n'est jamais associée avec du quartz ; en fait, la présence simultanée de forstérite et de quartz conduirait à la formation spontanée de pyroxène.
- amphiboles, antigorite, augite, brucite, calcite, chromite, corindon, diopside, dolomite, enstatite, magnétite, plagioclase, phlogopite, spinelles.

## Gisements remarquables
Algérie
- Laouni, Monts Hoggar, Province de Tamanghasset[5]

 Canada
- Mine Parker, Notre-Dame-du-Laus, MRC Antoine-Labelle, Laurentides, Québec[6]

 France
- Madeleine-Soufrière, Basse-Terre, Guadeloupe[7]
- Mont Denise, Espaly-Saint-Marcel, Le Puy-en-Velay, Haute-Loire, Auvergne-Rhône-Alpes[8]
- Vallée d'Aure, Hautes-Pyrénées, Occitanie [9]

 Italie
- Monte Somma, Complexe volcanique Somma-Vésuve, Naples, Campanie